# Estońska Formuła Mondial Sezon 1989
1989 – drugi sezon Estońskiej Formuły Mondial. Składał się z trzech eliminacji. Mistrzem został Ott Vanaselja (Esttec 884).

## Kalendarz wyścigów
| Runda | Data        | Tor  | Pole position | Najszybsze okrążenie | Zwycięzca (kierowcy) | Zwycięzca (zespoły) |
| ----- | ----------- | ---- | ------------- | -------------------- | -------------------- | ------------------- |
| 1     | 13 maja     | Ryga | ?             | Toomas Napa          | Toomas Napa          | DOSAAF Tallinn      |
| 2     | 15 lipca    | Ryga | ?             | Valdas Jonušis       | Valdas Jonušis       | DOSAAF Wilno        |
| 3     | 14 sierpnia | Ryga | ?             | ?                    | Ott Vanaselja        | Kalev Tallinn       |

## Klasyfikacja kierowców
| Legenda oznaczeń w tabelach wyników Wyświetl szablon na nowej stronie | Legenda oznaczeń w tabelach wyników Wyświetl szablon na nowej stronie                                                                     |
| Oznaczenie                                                            | Wyjaśnienie |
| --------------------------------------------------------------------- | --- |
| Złoty                                                                 | Zwycięzca lub mistrzostwo |
| Srebrny                                                               | 2. miejsce lub wicemistrzostwo |
| Brązowy                                                               | 3. miejsce lub II wicemistrzostwo |
| Zielony                                                               | Ukończył, punktował (w klasyfikacji generalnej, gdy zdobył co najmniej jeden punkt na przestrzeni sezonu, poza trzema powyższymi opcjami) |
| Niebieski                                                             | Ukończył, nie punktował (w klasyfikacji generalnej, gdy nie zdobył co najmniej jednego punktu na przestrzeni sezonu)                      |
| Czerwony                                                              | Nie zakwalifikował się (NZ) |
| Czerwony                                                              | Nie prekwalifikował się (NPK) |
| Różowy                                                                | Nie ukończył (NU) |
| Różowy                                                                | Niesklasyfikowany (NS) (w klasyfikacji generalnej, gdy nie został sklasyfikowany w żadnym wyścigu sezonu)                                 |
| Czarny                                                                | Zdyskwalifikowany (DK) |
| Czarny                                                                | Wykluczony (WYK/EX) |
| Biały                                                                 | Nie wystartował (NW) |
| Biały                                                                 | Kontuzjowany (K/INJ) |
| Biały                                                                 | Wyścig odwołany (OD/C) |
| Bez koloru                                                            | Został wycofany (WYC/WD) |
| Bez koloru                                                            | Nie przybył (NP/DNA) |
| Bez koloru                                                            | Nie brał udziału w treningach (NT/DNP) |
| Bez koloru                                                            | Nie został zgłoszony (–) |
| Pogrubienie                                                           | Start z pole position |
| Kursywa                                                               | Najszybsze okrążenie wyścigu |
| †                                                                     | Nie ukończył, ale jego rezultat został zaliczony ze względu na przejechanie więcej niż 90% dystansu wyścigu.                              |
| *                                                                     | Sezon w trakcie |
| 1/2/3                                                                 | Punktowana pozycja w sprincie kwalifikacyjnym                                                                                             |
| Lista systemów punktacji Formuły 1                                    | |

| Poz.                                          | Kierowca                 | Zespół                 | RGA | RGA | RGA | Punkty |
| --------------------------------------------- | ------------------------ | ---------------------- | --- | --- | --- | ------ |
| 1                                             | Ott Vanaselja            | Kalev Tallinn          | NU  | 2   | 1   | 30     |
| 2                                             | Toomas Napa              | DOSAAF Tallinn         | 1   | -   | NU  |        |
| 3                                             | Väino Viksi              | Kalev Harju            | -   | -   | ?   |        |
|                                               | Urmas Põld               | DOSAAF Tallinn         | 2   | -   | NU  |        |
|                                               | Urmas Haamer             | DOSAAF Tallinn         | 4   | -   | -   |        |
| NS                                            | Avo Soots                | DOSAAF Tallinn         | NU  | -   | NU  | 0      |
| NS                                            | Mati Savolainen          | DOSAAF Tallinn         | NU  | -   | -   | 0      |
| NS                                            | Raivo Hääl               | DOSAAF Tallinn         | NU  | -   | NU  | 0      |
| Kierowcy niedopuszczeni do zdobywania punktów |                          |                        |     |     |     |        |
| NS                                            | Valdas Jonušis           | DOSAAF Wilno           | -   | 1   | -   | 0      |
| NS                                            | Jewgienij Molczanow      | DOSAAF Moskwa          | -   | -   | 2   | 0      |
| NS                                            | Andris Skreija           | DOSAAF Ryga            | 3   | 3   | 3   | 0      |
| NS                                            | Ivars Krūmiņš            | DOSAAF Ryga            | -   | 4   | -   | 0      |
| NS                                            | Aleksandr Jeremiejew     | Spartak Leningrad      | 6   | -   | 5   | 0      |
| NS                                            | Andris Štāls             | DOSAAF Ryga            | 5   | -   | -   | 0      |
| NS                                            | Janis Zeps               | DOSAAF Jurmała         | -   | -   | 10  | 0      |
| NS                                            | Aleksandr Miedwiedczenko | Sowieckaja Armia Kijów | NU  | -   | -   | 0      |
| NS                                            | Władisław Barkowski      | Spartak Moskwa         | NU  | -   | -   | 0      |
| NS                                            | Aleksandr Potiechin      | DOSAAF Moskwa          | NU  | -   | -   | 0      |
| NS                                            | Indulis Rukuts           | DOSAAF Ryga            | -   | -   | NU  | 0      |